# I. Liuva nyugati gót király
I. Liuva, más írásmóddal Leova (? – 572. eleje) nyugati gót király 567-től haláláig.

## Élete
Athanagild halála után néhány hónapig tartott, míg utódjára nézve a gótok megegyeztek. Septimania nagyjai hercegüket, Liuvát emelték a királyi székbe, de minthogy a spanyolországi gótok ezt ellenezték, Liuva kénytelen volt az uralkodást öccsével, Leovigilddel megosztani, és így a kitörőfélben levő polgárháborút megelőzni. Nemsokára meghalt Liuva, s Leovigild egyesítette a ketté szakadt országot.